# Contea autonoma hani e yi di Jiangcheng
La contea autonoma hani e yi di Jiangcheng (江城哈尼族彝族自治县S, Jiāngchéng Hānízú Yízú ZìzhìxiànP) è una contea della Cina, situata nella provincia di Yunnan e amministrata dalla prefettura di Pu'er.